# Knud Kristiansen (Politiker, 1918)
Anthon Bendt Ole Knud Kristiansen (* 25. Januar 1918 in Kangersuatsiaq; † 11. September 1989 in Upernavik) war ein grönländischer Katechet und Landesrat.

## Leben
Knud Kristiansen war der Sohn des Jägers Thimothæus Johan Gustav Kristiansen (1889–?) und seiner ersten Frau Amalie Sofie Antonette Jensen (1894–1919). Er war ein Cousin von David Kristiansen (1903–1950). Mit seiner Frau Louise Geisler hatte er zehn Kinder, darunter den Politiker Knud Kristiansen (* 1971).
Knud Kristiansen besuchte die weiterführende Schule in Aasiaat und ließ sich dort auch zum Katecheten ausbilden, bevor er nach Upernavik zog. Dort arbeitete er als Katechet und Oberkatechet von 1935 bis 1985. 1948 saß er erstmals im Gemeinderat der Gemeinde Upernavik. 1963 wurde er in den Landesrat gewählt, wo er bis 1975 blieb. Von 1975 bis 1983 saß er wieder im Gemeinderat. Von 1976 bis 1979 war er zudem Bürgermeister von Upernavik. 1984 wurde er zum Ehrenbürger von Upernavik ernannt. Von 1983 bis 1986 war er Vorsitzender der Älterenkonferenz des Inuit Circumpolar Council.  Am 21. Juni 1989 wurde er mit dem Nersornaat in Silber ausgezeichnet, bevor er wenige Wochen später starb.